# Микола Хам
Мико́ла Андрі́йович Хам (пол. Mykoła Cham; нар. 23 липня 1898, Мервичі, пом. 3 листопада 1937, Сандармох) — український політик лівого спрямування, громадський діяч міжвоєнної Польщі, депутат Сейму II скликання, жертва сталінських репресій.

## Життєпис
Випускник Львівської політехніки, економіст. Член Сель-Роб та його відгалуження «Сель-Роб-Лівиця» (з 1927 р. керівник її молодіжної секції та член ЦК).
Учасник організованого комуністами Європейського селянського конгресу в Берліні, заарештований німецькою поліцією і депортований до Польщі.
У 1928—1930 роках мав мандат депутата Сейму 2-го скликання від Берестейського округу, належав до фракції «Сель-Роб-Лівиця» і «Сель-Роб-Єдність».
1930 року відійшов від громадської діяльності і переїхав до СРСР. Був активістом Міжнародної організації допомоги борцям революції. Проживав у Харкові, старший науковий співробітник Південного інституту молочного господарства.
Заарештований у сфабрикованій справі «Української військової організації». 9 квітня 1934 р. судовою трійкою при Колегії ДПУ УСРР засуджений за ст. 54-4-8-11 КК УСРР на 5 років ВТТ. Відбував покарання в 4-му відділенні Білбалттабору і в Соловках (спецізолятор «Савватьєво»). 9 жовтня 1937 Особливою трійкою Управління НКВС Ленінградської області засуджений до найвищої кари.
Розстріляний 3 листопада 1937 р. в Карелії, в урочищі Сандармох, разом із багатьма відомими українськими митцями і громадськими діячами.
Реабілітований прокуратурою Карельської АРСР 13 квітня 1989 р. і прокуратурою Харківської області 29 листопада 1989 р.